# Dysdaemonia aristor
Dysdaemonia aristor är en fjärilsart som beskrevs av Kirby 1892. Dysdaemonia aristor ingår i släktet Dysdaemonia och familjen påfågelsspinnare. Inga underarter finns listade i Catalogue of Life.